# Stadio olimpico di Ventspils
Lo stadio olimpico di Ventspils è uno stadio situato a Ventspils, in Lettonia. Lo stadio ospita le partite casalinghe del Futbola Klubs Ventspils, una delle società più famose del paese. Ha una capienza di 3 200 persone.
| Controllo di autorità | VIAF (EN) 308249373 |